# Łotwa na Mistrzostwach Świata w Lekkoatletyce 2013
Łotwa na Mistrzostwach Świata w Lekkoatletyce 2013 – reprezentacja Łotwy podczas mistrzostw świata w Moskwie liczyła 10 zawodników. Nie zdobyła żadengo medalu.

## Występy reprezentantów Łotwy

### Mężczyźni

#### Konkurencje biegowe
| Konkurencja   | Zawodnik         | Finał    | Finał   |
| Konkurencja   | Zawodnik         | Rezultat | Pozycja |
| ------------- | ---------------- | -------- | ------- |
| Chód na 20 km | Arnis Rumbenieks | 1:29:13  | 42.     |

#### Konkurencje techniczne
| Konkurencja    | Zawodnik           | Eliminacje | Eliminacje | Finał    | Finał   |
| Konkurencja    | Zawodnik           | Rezultat   | Pozycja    | Rezultat | Pozycja |
| -------------- | ------------------ | ---------- | ---------- | -------- | ------- |
| Skok o tyczce  | Mareks Ārents      | 5,25       | 33.        | NQ       | NQ      |
| Rzut młotem    | Igors Sokolovs     | 72,78      | 19.        | NQ       | NQ      |
| Rzut oszczepem | Vadims Vasiļevskis | 79,68      | 15.        | NQ       | NQ      |

### Kobiety

#### Konkurencje biegowe
| Konkurencja   | Zawodniczka    | Finał        | Finał   |
| Konkurencja   | Zawodniczka    | Rezultat     | Pozycja |
| ------------- | -------------- | ------------ | ------- |
| Chód na 20 km | Agnese Pastare | 1:32:30 (SB) | 23.     |
| Chód na 20 km | Anita Kažemāka | 1:34:37 (SB) | 42.     |

#### Konkurencje techniczne
| Konkurencja    | Zawodniczka      | Eliminacje | Eliminacje | Finał    | Finał   |
| Konkurencja    | Zawodniczka      | Rezultat   | Pozycja    | Rezultat | Pozycja |
| -------------- | ---------------- | ---------- | ---------- | -------- | ------- |
| Skok w dal     | Lauma Grīva      | 6,50       | 16.        | NQ       | NQ      |
| Rzut oszczepem | Līna Mūze        | 60,29      | 14.        | NQ       | NQ      |
| Rzut oszczepem | Madara Palameika | 53,70      | 27.        | NQ       | NQ      |
| Siedmiobój     | Laura Ikauniece  | —          | —          | 6159     | 11.     |